# Taylor Kitsch
Taylor Kitsch (8 de abril de 1981) es un actor y modelo canadiense. Inició su carrera interpretativa en 2006 en la serie de televisión Friday Night Lights donde interpretó el personaje de Tim Riggins. En 2009 actuó en la película X-Men Origins: Wolverine donde personificó a Gambito y en 2012 protagonizó la película John Carter.

## Biografía

### Primeros años
Kitsch nació en Kelowna, ciudad que está ubicada en la provincia de Columbia Británica, en Canadá. Su madre trabajó para la junta directiva de la empresa de licores BC Liquor y su padre en la construcción.  Cuando contaba con tan solamente un año de edad sus padres se divorciaron, por lo que fue criado por su madre. Tiene dos hermanos mayores y dos medias hermanas menores.
Durante su juventud jugó al hockey sobre hielo en el equipo Langley Hornets —posteriormente llamado Westside Warriors— hasta que una lesión en la rodilla lo obligó a retirarse definitivamente de su carrera deportiva. En 2002, se instaló en Nueva York para trabajar como modelo en IMG y, durante ese periodo, estudió actuación. Kitsch ha trabajado como modelo para las casas de moda Diesel y Abercrombie & Fitch. También colaboró como modelo en un libro de edición limitada del fotógrafo John Russo.

## Carrera
En 2006 debutó como actor en la serie de televisión Friday Night Lights de la cadena estadounidense NBC, donde interpretó al jugador de fútbol americano Tim Riggins. Su interpretación le valió dos nominaciones a los premios Teen Choice Awards en la categoría de actor revelación en 2007 y mejor actuación en un drama en 2008. Su primera intervención en la pantalla grande fue en la película de terror The Covenant, donde interpretó a Pogue Parry.
En febrero de 2008 firmó un contrato para interpretar al personaje Gambito en la película X-Men Origins: Wolverine, la cual es una precuela de la saga de películas X-Men. La cinta estrenó en mayo de 2009 y durante la primera semana de su debut en las salas de cine recaudó $179 millones en Norteamérica y aproximadamente $373 millones alrededor del mundo. Sobre su interpretación del personaje Gambito declaró en una entrevista que: «Sabía de él, pero no sabía que tenía tantos seguidores. Estoy seguro de que todavía voy a estar expuesto a eso. Me encanta el personaje, amo los poderes y me encanta lo que hicieron con él. No lo conocía a profundidad, pero por experiencia propia, fue una bendición poder interpretarlo a mi gusto. Estoy emocionado, eso es lo menos que puedo decir».
En 2009 actuó en la película Bang-Bang Club junto a Ryan Phillippe y Malin Akerman. La dirección del filme estuvo a cargo de Steven Silver y la trama se desarrolla en Sudáfrica durante los últimos días sangrientos del apartheid. Kitsch interpreta al fotógrafo Kevin Carter, ganador del premio Pulitzer, que captura con su lente la violencia del país africano.
En abril de 2010 se anunció que participaría en la cinta Battleship, una adaptación del juego de mesa conocido como «Hundir la flota» o «Batalla naval» de Hasbro, en la que interpreta al comandante naval Alex Hopper.
En 2012 protagonizó la película de Disney John Carter, donde interpreta al personaje homónimo. La cinta está basada en la novela Una princesa de Marte del escritor estadounidense Edgar Rice Burroughs.
En 2013 participa en el reparto de Lone Survivor dirigida por Peter Berg.
En 2015 interpreta uno de los personajes protagónicos en la segunda temporada de la exitosa serie True Detective.
En 2018 protagoniza la miniserie Waco junto a Michael Shannon, en donde da vida al líder de la secta David Koresh.
2019. En "Los vencidos" protagoniza, en una serie de 8 capítulos, a un policía estadounidense busca a su hermano desaparecido mientras ayuda a una policía alemana, en Berlín, a combatir unos violentos crímenes que desbordan la capital tras el fin de la Segunda Guerra Mundial.[cita requerida]

## Filmografía

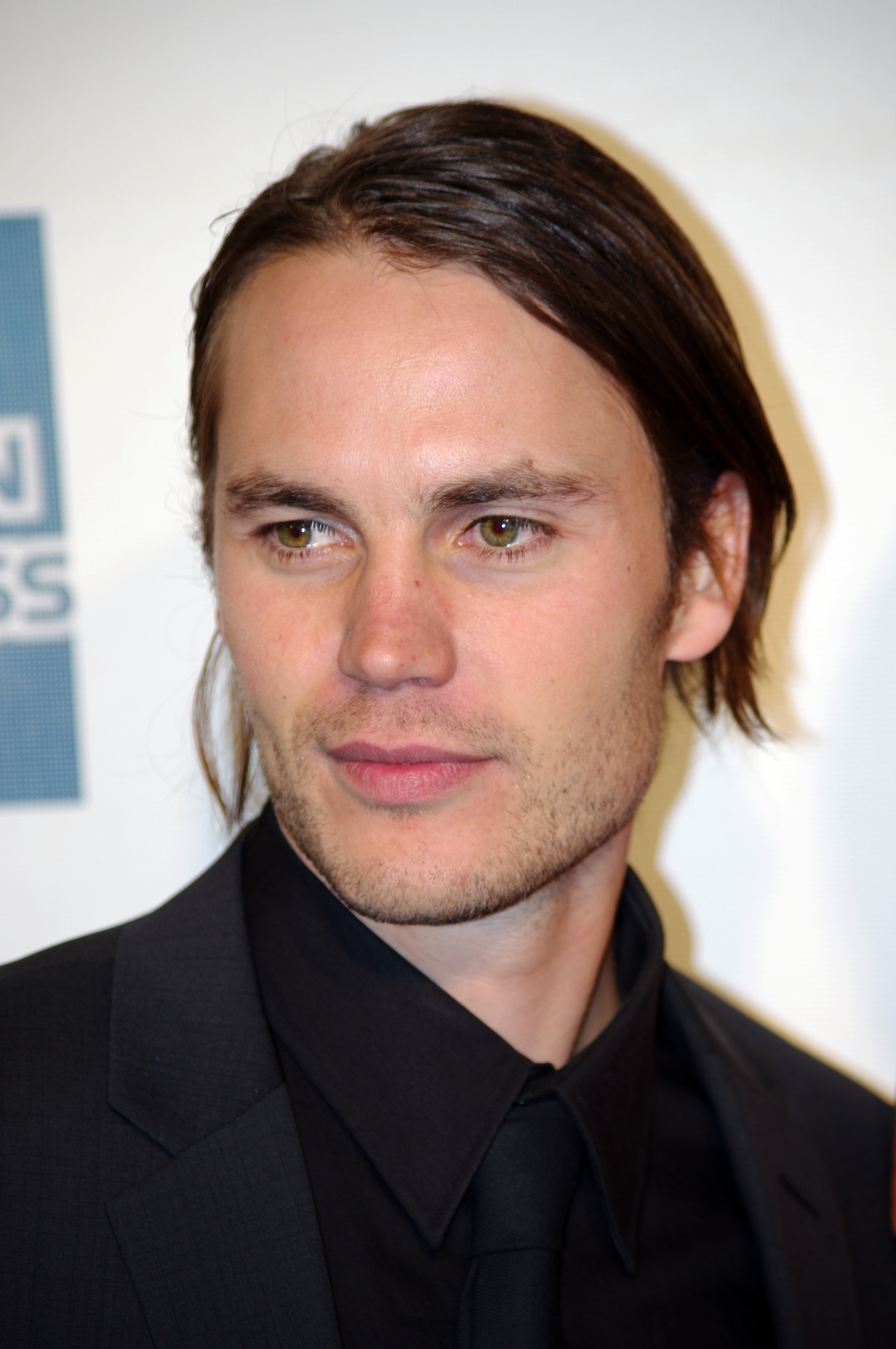
Kitsch en 2011 durante el estreno de Bang-Bang Club en el festival de cine de Tribeca.

### Cine
| Año  | Título                   | Personaje                          | Notas                                  |
| ---- | ------------------------ | ---------------------------------- | -------------------------------------- |
| 2006 | John Tucker Must Die     | Justin                             |                                        |
| 2006 | Snakes on a Plane        | Kyle "Crocodile" Cho               |                                        |
| 2006 | The Covenant             | Pogue Parry                        |                                        |
| 2008 | Gospel Hill              | Joel Herrod                        | Película publicada directamente en DVD |
| 2009 | X-Men Origins: Wolverine | Gambito                            |                                        |
| 2010 | The Bang Bang Club       | Kevin Carter                       |                                        |
| 2012 | John Carter              | John Carter                        |                                        |
| 2012 | Battleship               | Alex Hopper                        |                                        |
| 2012 | Savages                  | Chon                               |                                        |
| 2013 | Lone Survivor            | Teniente Michael P. "Murph" Murphy |                                        |
| 2013 | The Grand Seduction      | Dr. Paul Lewis                     |                                        |
| 2013 | The Normal Heart         |                                    |                                        |
| 2017 | American Assassin        | Fantasma (Ronnie).                 |                                        |
| 2019 | 21 Bridges               | Ray Jackson                        |                                        |

### Televisión
| Año       | Título                 | Personaje     | Notas |
| --------- | ---------------------- | ------------- | --- |
| 2006      | Godiva's               | Colm          | Episodio «Accionando interruptores» |
| 2006      | Kyle XY                | Campista      | Episodio «Piloto» |
| 2006-2011 | Friday Night Lights    | Tim Riggins   | 76 episodios *Nominado en 2007 a los Teen Choice Awards como actor revelación *Nominado en 2008 a los Teen Choice Awards como mejor actuación en un drama *2011 acreedor al premio Star of Texas Award |
| 2014      | The Normal Heart       | Bruce Niles   | Telefilme |
| 2015      | True Detective         | Paul Woodrugh | Segunda temporada. Coprotagonista. |
| 2019      | Shadowplay             | Max           | Protagonista |
| 2022      | The Terminal List      | Ben Edwards   | Coprotagonista |
| 2025      | Érase una vez el Oeste | Isaac         | Coprotagonista |